# Remolinos lunares

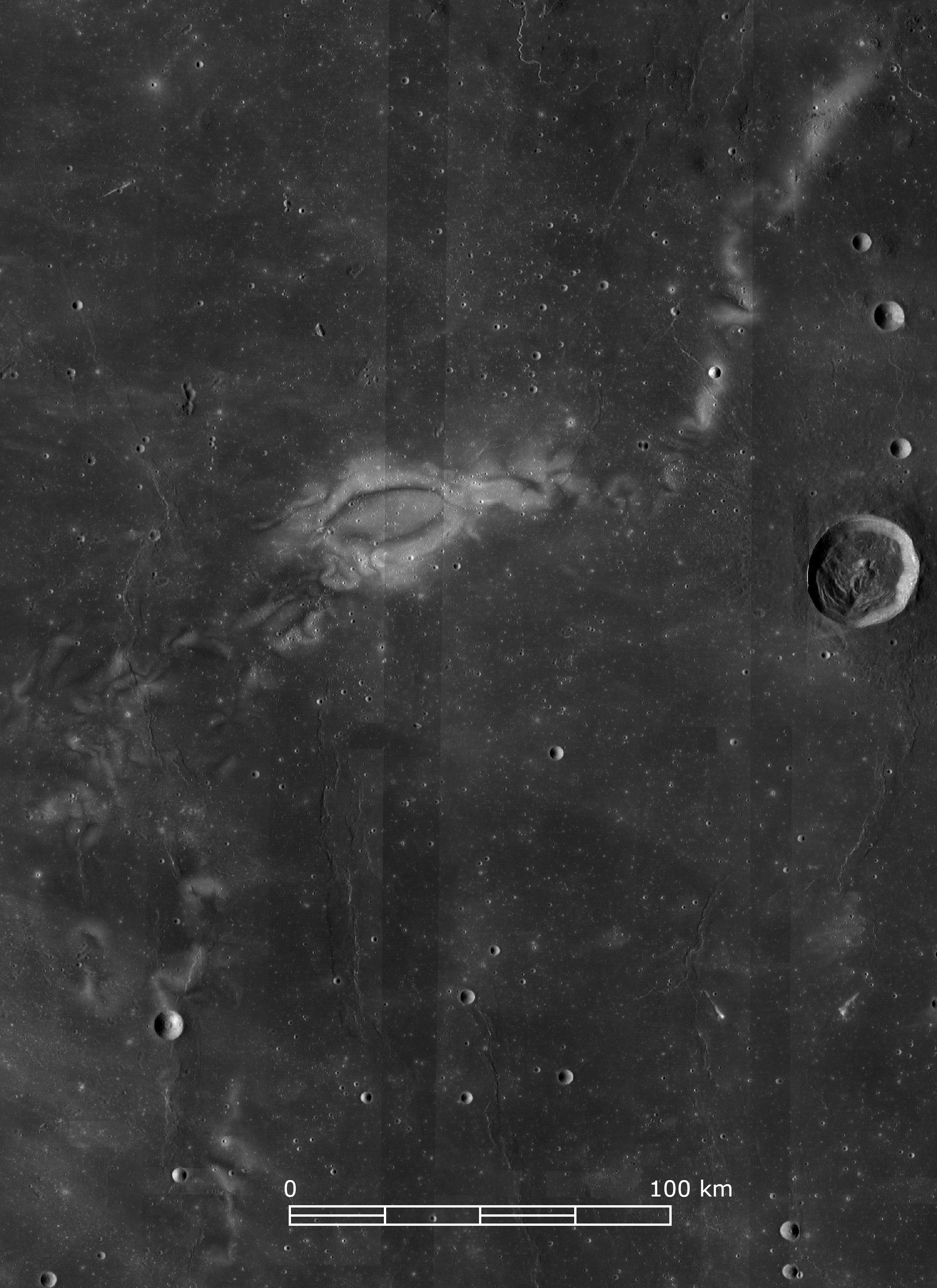
Lunar Reconnaissance Orbiter. Imagen de Reiner Gamma con la cámara gran angular.

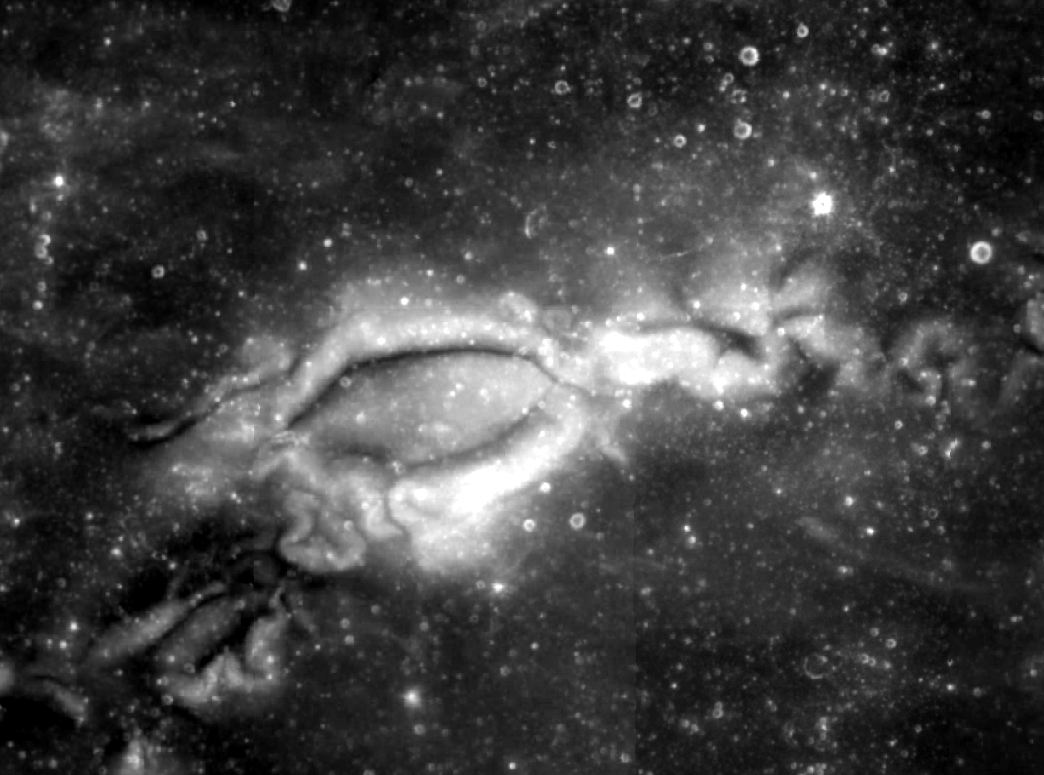
Otra vista de los remolinos de Reiner Gamma

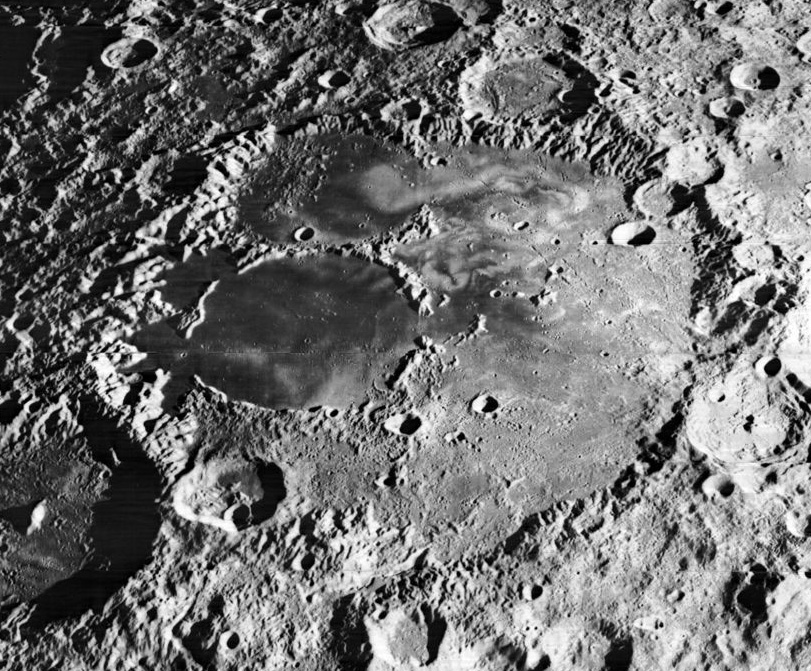
Mare Ingenii

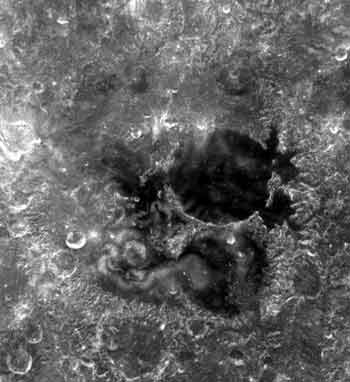
Otra vista de Ingenii

Los remolinos lunares son unas formaciones que se presentan en la superficie de la Luna. Están caracterizadas por un albedo alto, una apariencia geológica inmadura (es decir, con el aspecto de un regolito relativamente joven), y presentan a menudo una forma sinuosa de la que toman el nombre. Su configuración curvilínea está normalmente acentuada por franjas de albedo bajo que se sitúan entre las volutas brillantes. Aparecen sobre la superficie lunar superpuestas sobre cráteres y depósitos de eyección, pero sin ningún rasgo topográfico observable. Se han identificado tanto en los mares lunares como en las tierras altas, no estando asociados con ninguna composición litológica concreta. En los mares lunares lunares hay de albedo fuertes y complejos con morfologías sinuosas; mientras que en los terrenos de montaña se presentan menos prominentes y exhiben formas más sencillas, como bucles simples o localizaciones difusas brillantes.

## Asociación con anomalías magnéticas
Se sabe que estos remolinos son coincidentes con regiones de campo magnético relativamente alto en un cuerpo planetario que no tiene, y nunca pudo haber tenido, un núcleo dinámico activo con el que generar su campo magnético propio. Cada remolino tiene una anomalía magnética asociada, pero no así cada anomalía magnética tiene un remolino identificable. La cartografía del campo magnético (confeccionada por el Apolo 15 y 16, Lunar Prospector, y Kaguya) muestra regiones con variaciones de campo magnético locales. Dado que la Luna actualmente no tiene ningún campo magnético global activo, estas anomalías locales se corresponden con regiones de magnetismo remanente; cuyo origen es motivo de discusión.

## Modelos de formación
Hay tres modelos principales para intentar explicar la formación de los remolinos lunares, dos de cuyas características son tenidas en cuenta en cualquiera de los tres modelos:
1. Los remolinos lunares muestran una apariencia inmadura, y
2. Están asociados con anomalías magnéticas.

Los modelos sobre la creación de las anomalías magnéticas asociadas con la formación de remolinos, han observado que muchas de estas anomalías magnéticas son antípodas de impactos relativamente modernos que han sido capaces de formar grandes cuencas. La magnetización de estas regiones antípodas podría producirse mediante la presencia de un campo magnético amplificado, como el que resultaría de una nube de plasma generada por el impacto de conformación de una gran cuenca, que interaccionaría con el débil campo magnético presente en la Luna en el instante de la formación de la citada cuenca. Un depósito inusualmente grueso y/o fuertemente imantado de material eyectado de la cuenca ha sido considerado como explicación de aquellos remolinos que no tienen una gran cuenca en sus antípodas, como la formación Reiner Gamma. Un modelo alternativo a una anomalía magnética inducida por plasma, que también evita la necesidad de correlación con una cuenca en las antípodas, consiste en la formación de corrientes inducidas por un impacto, distribuidas por ondas sísmicas recorriendo la superficie Luna.
Una vez que la anomalía magnética queda asentada, los remolinos pueden formarse porque quedan protegidos del viento solar. El modelo de protección del viento solar propone que los remolinos incluyen materiales silicatados expuestos, cuyos albedos han sido selectivamente preservados con el tiempo de los efectos del bombardeo de partículas espaciales gracias a la deflexión magnética de los iones del viento solar. Según este modelo, la apariencia más madura de las superficies de silicato expuestas a la radiación en el sistema solar interior, es debida al menos en parte a un efecto del bombardeo de iones del viento solar. Este modelo sugiere que la formación de remolinos es un proceso continuo, que se inicia con el asentamiento de una anomalía magnética.
El modelo de impacto cometario argumenta que el albedo alto de los remolinos es el resultado del barrido de la mayor parte del material de la superficie de un regolito por el flujo turbulento de la cola de gas y polvo, cuyo nuevo material fino expuesto y redepositado, distribuye las partículas en depósitos discretos. Según este modelo, las fuertes anomalías magnéticas registradas son el resultado de la magnetización de materiales de la superficie cercanos sometidos a un calentamiento por encima de la temperatura de Curie, a través de colisiones de gas y micro impactos de partículas a velocidades extremadamemte altas cuando la cola del cometa impacta en la superficie. Los defensores del modelo de impacto cometario explican la coincidencia de muchos remolinos con cuencas antipodales relativamente jóvenes, con el gran tamaño de algunas de estas cuencas importantes (lo que facilita la coincidencia) o con el resultado de una cartografía incompleta, donde todavía no figuran las ubicaciones de la mayoría de los remolinos.
El modelo de transporte del polvo propone que los campos eléctricos débiles creados por la interacción entre las anomalías magnéticas de la corteza y el plasma de viento solar podrían atraer o repeler polvo cargado eléctricamente. En las zonas de albedo alto, el material feldespático es el componente dominante de las partículas más finas del suelo lunar. El movimiento electrostático del polvo levantado por encima de la superficie durante los cruces del limbo del límite de la zona de sombra podrían causar esta acumulación diferencial de materiales, formando los brillantes patrones de las volutas de los remolinos.

## Solución al enigma de los remolinos lunares
Según una investigación realizada por Peter Schultz al frente de un equipo de investigadores de la Universidad de Brown (publicada en un artículo de la revista Icarus en junio de 2015), "los remolinos lunares fueron creados por una serie de colisiones cometarias acaecidas en los últimos 100 millones de años".
De acuerdo con detallados modelos informáticos, el mecanismo más plausible para la formación de los remolinos lunares se confirma que está ligado con el segundo modelo (propuesto por el propio Schultz en la década de 1980), relacionado con el efecto de arrastre del gas liberado a grandes velocidades durante sucesos de impacto cometario.